# Пегваліаза
Пегваліаза ( МНН:англ. Pegvaliase) — пегільований дериват ферменту фенілаланін аміак-ліази, отриманий з ціанобактерії Anabaena variabils. Рекомбінантний ферментний препарат пегваліаза (торгова назва — PALYNZIQ) був розроблений компанією BioMarin Pharmaceutical та використовується для лікування дорослих, хворих на фенілкетонурію.
Препарат був затверджений Управлінням з продовольства і медикаментів для використання у Сполучених Штатах у 2018 році.

## Механізм дії
Фенілкетонурія — спадкове генетичне захворювання, яке пов'язане із нездатністю переробляти амінокислоту фенілаланін, що викликає її накопичення в крові. Активний фермент кон'югується з поліетиленгліколем (PEG) для збільшення періоду напіввиведення в плазмі та зниження імуномедіаційного кліренсу, як і інші ПЕГільовані препарати. Пегваліаза знижує концентрацію фенілаланіну в крові, замінюючи фенілаланінгідроксилазу та перетворюючи фенілаланін на аміак та транс-коричну кислоту. Аміак метаболізується печінкою.

## Фармакокінетика
Дослідження фармакокінетики показали високу варіабельність у пацієнтів через велику різноманітність імунологічної відповіді. Було виявлено, що більш високі титри антитіл корелюють з більш високим явним кліренсом препарату. Очікується, що метаболізм препарату відбуватиметься катаболічними шляхами до деградації на дрібні пептиди та амінокислоти; шлях елімінації у людей не вивчений, оскільки дослідження проводились на тваринах (зокрема, на мишах).

## Ефективність
Пегілювання фенілаланін аміак-ліази знижує імуногенність та покращує фармакодинамічну стабільність, що призводить до збільшення ефективності порівняно з непегільованим ферментом. Пегваліаза отримала своє перше глобальне схвалення у США як препарат для зниження концентрації фенілаланіну в крові у дорослих пацієнтів із фенілкетонурією, які мають неконтрольовані концентрації фенілаланіну в крові >600 мкмоль/л за існуючого контролю.
Препарат вважається ефективнішим порівняно з іншими, зокрема Сапроптерином, який є неефективним для деяких груп пацієнтів.

## Безпечність
Через ризик виникнення анафілактичних реакцій у будь-який момент протягом лікування, пегваліаза доступна лише через Стратегію оцінки та пом'якшення ризику (REMS). Ця програма від виробника гарантує, що користь від ліків є більшою за ризики. Початкову дозу пегваліази слід вводити під наглядом лікаря, після чого слід спостерігати не менше 60 хвилин.
На підставі досліджень на тваринах відомо, що пегваліаза може завдати шкоди плоду при застосуванні вагітними жінками.
Можливі наступні побічні реакції:
- Реакції на місці ін'єкції (почервоніння, свербіж, біль, висип)
- Головний біль
- Реакції на шкірі до 14 днів
- Нудота, біль у шлунку
- Анафілаксія

## Альтернативна терапія
На сьогодні вилікувати фенілкетонурію неможливо. Люди, що мають цю хворобу, притримуються дієти протягом усього життя. У пацієнтів із даним захворюванням доза фенілаланіну обмежується до кількості, яке залежить від індивідуальної толерантності до фенілаланіну. Низькобілкова дієта дозволяє утримувати концентрацію фенілаланіну в сироватці крові хворого на безпечному для ЦНС рівні, цей рівень визначений для кожної вікової групи. З віком до низькобілкової дієти додають спеціальні суміші для забезпечення організму необхідною кількістю білків, вітамінів, макро- та мікроелементів.
Сапроптерин дигідрохлорид використовується для лікування гіперфенілкетонурії, тому він є ефективним лише для 20-30% від усіх хворих.

## Синоніми
PEG-PAL, Pegvaliase, pegvaliase-pqpz, Phenylase, rAvPAL-PEG